# 日本特殊地図協会
株式会社日本特殊地図協会（にほんとくしゅちずきょうかい）は、大阪府大阪市天王寺区寺田町1丁目にある地図出版社である。
同社が毎年製作・販売している「詳細図（町内地図）」は、大阪周辺地域の各戸をほぼ網羅しており、住宅地図（吉田地図、ゼンリン住宅地図）と並び地域の変遷や歴史を知る資料のひとつとしても有用とされている。

## 概要
- 所在地 : 大阪府大阪市天王寺区寺田町1丁目1番2号
- 社章 : オリエンテーション（円の中に上向きの縦に細長い三角）の下に"Tokuchi"の文字

## 詳細図（町内地図）
住宅地図に類似した戸別名前入りの地図を、概ね連合振興町会（小学校校区）ごとに毎年刊行している。様式は、1枚もの（ポスター状）である。
大阪府の全域および兵庫県神戸市東灘区・同市灘区・尼崎市・西宮市・芦屋市・伊丹市をそれぞれ刊行区域としており、町会域、町会名、町会役員（会長）、公共機関一覧、駅時刻表、企業広告などを記載している。販売は、同社または郵送にて行っている。